# Rose Reilly
Pour les articles homonymes, voir Reilly (homonymie).
Rose Reilly, de son nom de femme mariée Rose Peralta, née le 2 janvier 1955 à Kilmarnock, East Ayrshire est une joueuse de football écossaise évoluant au poste d'avant-centre. Internationale à la fois avec l'Écosse puis l'Italie, elle a joué dans des clubs écossais, français mais surtout italiens. Elle fait partie du Scottish Football Hall of Fame, depuis 2007, lors de la quatrième session d'intronisation, elle est la première femme à y figurer.

## Biographie
Rose Reilly grandit à Stewarton, East Ayrshire et commence à jouer avec le club local. En 1971, elle y remporte la première édition de la Coupe d'Écosse féminine et atteint la finale de la FA Cup féminine (à laquelle les clubs écossais pouvaient participer au début).
Elle s'engage ensuite pour Westthorn Utd, où elle réalise le triplé : championnat, Coupe et Coupe de la Ligue.
Son désir de devenir professionnelle la pousse à s'exiler, d'abord en France (au Stade de Reims), puis en italie où elle connaîtra de nombreux clubs.
La Fédération écossaise réagit à son départ à l'étranger (ainsi qu'à celui de deux autres joueuses, Edna Neillis et Elise Cook) en les bannissant à vie après avoir connu 10 sélections en Écosse. Sans avoir de liens avec l'Italie, si ce n'est d'y poursuivre sa carrière, elle choisit alors d'accepter de jouer pour l'équipe nationale italienne, y recevant 22 sélections, jouant et remportant l'équivalent non officiel de la Coupe du monde féminine en 1984 à une époque où elle n'existait pas encore. Elle marqua d'ailleurs un but en finale contre la RFA et fut élue meilleure joueuse italienne de la compétition.
Elle connut une carrière remplie de succès en Italie, remportant huit titres de champion, 4 Coupes et en finissant meilleure buteuse du championnat à deux occasions, en 1978 et 1981.
Elle a la particularité d'avoir joué pour deux clubs en même temps, en France et en Italie, ce qui était possible car les matches se déroulaient le samedi en Italie et le dimanche en France. Elle remporta d'ailleurs le titre de champion dans ces deux pays en même temps.
Depuis 2001, elle est retournée vivre en Écosse, à Stewarton où elle a grandi, avec son mari argentin Norberto Peralta et leur fille, Meghan.